# Yeanneth Puñales
Yeanneth Puñales   (Lascano, 3 de juny de 1961) és una escribana i política uruguaiana, membre del Partit Colorado.

## Biografia
Nascuda al departament de Rocha, és la segona filla del també polític Adauto Puñales i de Mireya Brun.
Va estudiar per a escribana pública a la Facultat de Dret de la Universitat de la República.
En el període 1990-1995 va actuar com a diputada suplent per la Unión Colorada y Batllista. De cara a les eleccions de 1994, juntament amb el seu pare, s'adhereix al Fòrum Batllista, i és elegida diputada titular pel seu departament per al període 1995-2000. Va ser reelegida per al període 2000-2005; durant aquest període va ser la 4a vicepresidenta de la Cambra de Representants.
En la seva actuació parlamentària es destaca la seva participació en la Comissió de Gènere i Equitat (que va arribar a presidir), junt amb les seves companyes Glenda Rondán, Beatriz Argimón, Margarita Percovich i Daisy Tourné.
En les eleccions internes de 2009 va donar suport a la precandidatura de Pedro Bordaberry.
Ocupa un lloc al CEN del Partit Colorado. i un càrrec de confiança política al Senat.